# PEG (финансы)
PEG (англ. price/earnings to growth ratio) — финансовый коэффициент, сопоставляющий цену акции с прибылью на акцию и ожидаемой будущей прибылью компании. Разработан для коррекции недостатков показателя «цена / прибыль», для этого в учёт дополнительно берутся прогнозируемые будущие темпы роста прибыли компании.
Расчёт:
{\displaystyle PEG=P/E\div EarningsGrowthRate},
где {\displaystyle P/E} — значение коэффициента «цена / прибыль», {\displaystyle EarningsGrowthRate} — прогнозируемый рост прибыли за определённый период.